# Hudceliaki
Hudceliaki, även kallat dermatitis herpetiformis (DH) eller Duhring's disease, är en form av celiaki. Sjukdomen visar sig med starkt kliande blåsor på rodnad hud.